# Gerhard Rode
Gerhard Rode (lit. Gerhardas Rodė; zm. w 1320) – wójt lub komtur sambijski. 
W lipcu 1320 brał udział w napadzie krzyżackim na żmudzkie Miedniki. W rozegranej tam bitwie został pojmany w niewolę. Po niej został spalony w ofierze bogom wraz z przywiązanym do niego koniem. Był to jeden z zaledwie dwóch opisanych przypadków składania ofiar z ludzi przez Żmudzinów.